# Robbie Earle
Robert Fitzgerald „Robbie“ Earle MBE (* 27. Januar 1965 in Newcastle-under-Lyme) ist ein in England geborener, ehemaliger jamaikanischer Fußballspieler. Als offensiver Mittelfeldspieler war er in den 1980er-Jahren bei Port Vale maßgeblich mit daran beteiligt, dass der Klub von der viert- in die zweithöchste Spielklasse emporstieg, bevor er ab 1991 in der ersten Liga für den FC Wimbledon aktiv war. Dazu nahm er mit der jamaikanischen Nationalmannschaft an den WM-Endrunde 1998 in Frankreich teil und war dort erster Torschütze dieses Landes überhaupt.

## Sportlicher Werdegang

### Port Vale (1982–1991)
Earle war zunächst Jugendspieler bei Stoke City. Nach einem Beinbruch drohte die erhoffte Profikarriere einen frühen Dämpfer zu erhalten, aber mit seinem Wechsel zum Lokalrivalen Port Vale eröffnete sich eine Alternative und beim damaligen Viertligisten unterzeichnete der Offensivspieler im Alter von 17 Jahren den ersten Profivertrag. Am 28. August 1982 debütierte er unter dem damaligen Cheftrainer John McGrath beim 0:1 gegen Swindon Town und in der folgenden Partie ließ er beim 4:1 gegen den FC Aldershot das erste eigene Tor folgen. Letztlich absolvierte er acht Ligaeinsätze in der Saison 1982/83, die dem Verein den Aufstieg in die dritte Liga bescherte. Als es im Jahr darauf wieder zurück in die Viertklassigkeit ging, blieb es für Earle – auch unter dem neuen Trainer John Rudge ab Dezember 1983 – bei sporadischen Bewährungschancen, bevor er sich ab August 1984 schlagartig in die Stammformation spielte.
Er absolvierte 56 Pflichtspiele in der Saison 1984/85, traf dabei 19-mal und erzielte gegen Hereford United einen Hattrick. Über die Vereinsgrenzen hinaus machte er als Teil des Sturmduos mit Alistair Brown von sich reden, da die beiden gemeinsam 40 Tore schossen. Maßgeblich mitverantwortlich war Earle für den erneuten Aufstieg in die dritte Liga in der Spielzeit 1985/86, da er sämtliche Partien bestritt und 17 Tore in 58 Spielen schoss – sein neuer Sturmpartner Andy Jones steuerte 18 weitere Treffer hinzu. Zwischen September 1984 und Januar 1987 absolvierte Earle 142 Spiele ohne Unterbrechung, bevor ihn eine Leistenverletzung, die dann im Herbst 1987 operiert wurde, zeitweilig außer Gefecht setzte. Fortan entwickelte sich Earle zu einem der ligaweit besten offensiven Mittelfeldspieler, zumeist an der Seite von Ray Walker. Aufmerksamkeit erregte er mit Port Vale in der Saison 1987/88 als „Pokalschreck“ beim Sieg gegen Tottenham Hotspur und zum Ende der Saison 1988/89 schoss er die beiden Tore zum Play-off-Finalerfolg gegen die Bristol Rovers, wodurch der Klub in die zweite Liga aufstieg.
In den nächsten beiden Zweitligajahren blieb Earle Schlüsselspieler bei den „Valiants“. Der mittlerweile zur „Kultfigur“ erhobene Earle weckte spätestens jetzt Begehrlichkeiten bei den Erstligisten und so wechselte er im Juli 1991 zum FC Wimbledon – der Legende nach soll ihn Wimbledons Präsident Sam Hammam während der Transferverhandlungen in einen Raum eingesperrt und erst nach der Vertragsunterzeichnung „freigelassen“ haben.

### FC Wimbledon (1991–2000)
Im Verlauf der 1990er-Jahre war Earle Schlüsselspieler des FC Wimbledon und zählte an der Seite von Mannschaftskameraden wie Aidan Newhouse, John Fashanu, Vinnie Jones, Lawrie Sanchez, Jason Euell, Dean Holdsworth, Marcus Gayle, Andy Clarke und Efan Ekoku zur „Crazy Gang“, der es mit Mannschaftsgeist immer wieder gelang sich in der ab 1992 ins Leben gerufenen Premier League zu behaupten. Während viele seiner Mannschaftskameraden ihre Stärken in der Zweikampfhärte suchten, war Earle für seine Vorstöße in den gegnerischen Strafraum, Torgefährlichkeit und vor allem Kopfballstärke bekannt. In seiner Debütsaison 1991/92 schoss er bereits 14 Ligatore und in den folgenden beiden Jahren absolvierte Earle sämtliche der anfänglichen 84 Premier-League-Partien, an deren Ende in der Spielzeit 1993/94 der sechste Platz das erfolgreichste Jahr in der Vereinsgeschichte des FC Wimbledon bedeutete. Nach Verletzungsproblemen in der Saison 1994/95 kehrte er genesen zurück und wurde ab der Spielzeit 1995/96 zum Mannschaftskapitän befördert. Dazu trug er mit elf Ligatoren maßgeblich dazu bei, dass sein Klub den knappen Klassenerhalt sicherte. Im Jahr darauf führte er Wimbledon als Kapitän jeweils im FA Cup und im Ligapokal ins Halbfinale, scheiterte dort aber jedenfalls am späteren Sieger FC Chelsea bzw. Leicester City. Nach einer weiteren Semifinalteilnahme im Ligapokal der Saison 1998/99 neigte sich Earles Zeit in Wimbledon dem Ende entgegen. Nach Ablauf der Saison 1999/2000 stieg Wimbledon in die zweite Liga ab. Im Jahr zuvor hatte er zuvor noch in Anerkennung seiner Verdienste für den Fußballsport die Auszeichnung zum Member of the British Empire erhalten.
Während er in seinen letzten Jahren Traineraufgaben bei der Reservemannschaft auszuüben begann, verletzte er sich im Sommer 2000 in einem Spiel des dortigen Teams nach einem Zusammenprall in der Magengegend schwer und erkrankte schließlich ernsthaft aufgrund eines Bruchs in der Bauchspeicheldrüse. Dies sorgte letztlich für sein Karriereende im November 2000.

### Jamaikanische Nationalmannschaft (1997–1998)
Obwohl in England geboren, war Earle aufgrund der Staatsbürgerschaft seiner Eltern für die jamaikanische Nationalmannschaft spielberechtigt. Während seiner Laufbahn hatte er stets auf Länderspiele für England gehofft, aber nachdem die Gelegenheiten dort ausgeblieben waren, gab er im Alter von 32 Jahren einer Anfrage aus Jamaika nach, die sich 1997 in der Qualifikation für die WM-Endrunde 1998 in Frankreich befand. Er debütierte am 7. September 1997 beim 1:0-Erfolg gegen Kanada und nach drei weiteren Pflichtspielen, die Jamaika die erfolgreiche Qualifikation bescherten, nahm Earle mit dem Team an der Endrunde in Frankreich teil. Nach einem torlosen Freundschaftsspiel im März 1998 gegen Wales bestritt Earle mit Jamaika alle drei Gruppenspiele bei der WM. Dort schoss er gegen Kroatien (1:3) das erste jamaikanische WM-Tor in der Geschichte des Landes und obwohl das Team vor den Entscheidungsspielen ausschied, verabschiedete er sich mit seinen Mannen mit einem 2:1-Sieg gegen Japan. Mit einem Tor in acht Länderspielen endete Earles Engagement für Jamaika dann aber schon wieder.

## Nach der aktiven Karriere
Nach dem Ende seiner aktiven Laufbahn begann Earle als Experte für diverse Medienformate wie Capital Radio, Radio 5 Live, BBC, ESPN, ITV, Sky Sports und OnDigital zu arbeiten. Dabei war regelmäßig Bestandteil der Berichterstattung von ITV. Im Juni 2010 wurde sein Vertrag mit ITV aufgelöst, nachdem Earle ein Kartenkontingent für die WM-Endrunde 2010 in Südafrika (anlässlich des Spiels der Niederlande gegen Dänemark) an einen Freund weiterleitete, der die Tickets an die Bavaria-Brauerei veräußerte. Der niederländische Getränkehersteller organisierte damit – entgegen den FIFA-Regularien – eine Aktion im Rahmen von Ambush Marketing und Earle verlor im Anschluss auch seine Rolle als Botschafter im Bieterverfahren des englischen Fußballverbands für die WM-Endrunde 2018.
Earle ist Repräsentant der Antirassismusinitiative Show Racism the Red Card.

## Titel/Auszeichnungen
- Premier League Player of the Month (1): Februar 1997